# EU's forfatningstraktat
EU's forfatningstraktat, egentlig Traktat om en forfatning for Europa var en traktat, som EU-landenes regeringer i juni 2004 blev enige om skulle afløse Nice-traktaten. Den skulle tilpasse organisationen til den store udvidelse til 25 lande i 2004 og senere planlagte udvidelser.
Konventet om fremtidens Europa, som det blev døbt, ledet af Frankrigs tidligere præsident Valéry Giscard d'Estaing, udarbejdede efter flere års intense og ophedede diskussioner traktaten og den 29. oktober 2004 underskrev EU's stats- og regeringschefer Forfatningstraktaten på et møde i Rom; den skulle så godkendes i medlemslandene – i nogle skulle vedtagelsen ske i parlamenterne og i andre lande ved folkeafstemning. Traktaten skulle efter planen træde i kraft i november 2006. 
Efter Frankrigs og Hollands nej i maj og juni 2005 stoppede ratificeringsprocessen og traktaten blev ikke gennemført.
Mange af elementerne fra Forfatningstraktaten blev ført over i Lissabontraktaten (2007), som kunne vedtages uden folkeafstemninger. 

## Traktaten indeholder i grove træk følgende punkter
- En fastlæggelse af hvad der er EU's ansvarsområde, og hvad der er nationalstatens opgave. Et såkaldt kompetencekatalog.
- Der indføres flertalsafgørelser på flere områder. Dvs. at 55 % af landene skal stemme for forslaget, og dette flertal skal også svare til minimum 65 % af EU's befolkning.
- Hvis minimum 4 lande nedlægger veto falder forslaget.
- Hvis 1 million europæere skriver under på et forslag skal Europa-Parlamentet og Europa-Kommissionen behandle forslaget.
- I 2013 ændres antallet af kommissærer fra de nuværende 25 (27 med Bulgariens og Rumæniens indtræden) til 17 kommissærer.
- Der vælges en formand for EU samt en slags fælles udenrigsminister.

## Ratificering
EU’s grundlov eller forfatningstraktat skal vedtages af de enkelte medlemslande for at træde i kraft. Landene ratificerer enten med eller uden en folkeafstemning. 
Ratificeringen blev eller var planlagt at blive afgjort af en folkeafstemning i flg. lande:
- Spanien: Godkendt 20. februar 2005
- Frankrig: Afvist 29. maj 2005
- Holland: Afvist 1. juni 2005
- England: Afstemning annulleret. (Afstemningsresultat skulle også godkendes af den engelske regering.)
- Danmark: Afstemning annulleret.
- Irland: Afstemning annulleret. (Afstemningsresultat skulle også godkendes af den irske regering.)
- Portugal: Afstemning annulleret.

England, Danmark, Irland og Portugal valgte alligevel ikke at afholde folkeafstemninger, idet at det allerede var blevet til et "nej" i både Holland og Frankrig.
Danmark udskød efter EU-topmødet 16. juni 2005 den ellers planlagte folkeafstemning om Forfatningstraktaten på ubestemt tid. Afstemningen skulle ellers have været holdt 27. september 2005.
Ratificeringen blev eller var planlagt at blive afgjort af en afstemning i landets regeringsorgan i flg. lande:
- Litauen: Godkendt 11. november 2004
- Ungarn: Godkendt 20. december 2004
- Slovenien: Godkendt 1. februar 2005
- Italien: Godkendt 6. april 2005
- Grækenland: Godkendt 19. april 2005
- Slovakiet: Godkendt 11. maj 2005
- Østrig: Godkendt 25. maj 2005
- Tyskland: Godkendt 27. maj 2005
- Letland: Godkendt 2. juni 2005
- Belgien: Godkendt 8. februar 2006
- Cypern: Godkendt 30. juni 2005
- Estland: Godkendt 9. maj 2006
- Finland Godkendt den 5. december 2006 med 125 stemmer for og 39 imod. Dermed er Finland det 16. land der godkender.
- Luxembourg (En vejledende folkeafstemning 10. juli 2005 gav et lille ja.)
- Sverige: Annulleret

Lande der ikke nåede at beslutte om ratificeringen skal foregå med eller uden en folkeafstemning:
- Tjekkiet: Annulleret
- Polen: Annulleret

Mange af elementerne fra Forfatningstraktaten blev ført over i Lissabontraktaten (2007), som kunne vedtages uden folkeafstemninger. 